# Cité Champagne
La cité Champagne est une voie du 20e arrondissement de Paris, en France.

## Situation et accès
La cité Champagne est une voie publique située dans le 20e arrondissement de Paris. Elle débute au 81, rue des Pyrénées et se termine au 16, rue de la Réunion.

## Origine du nom

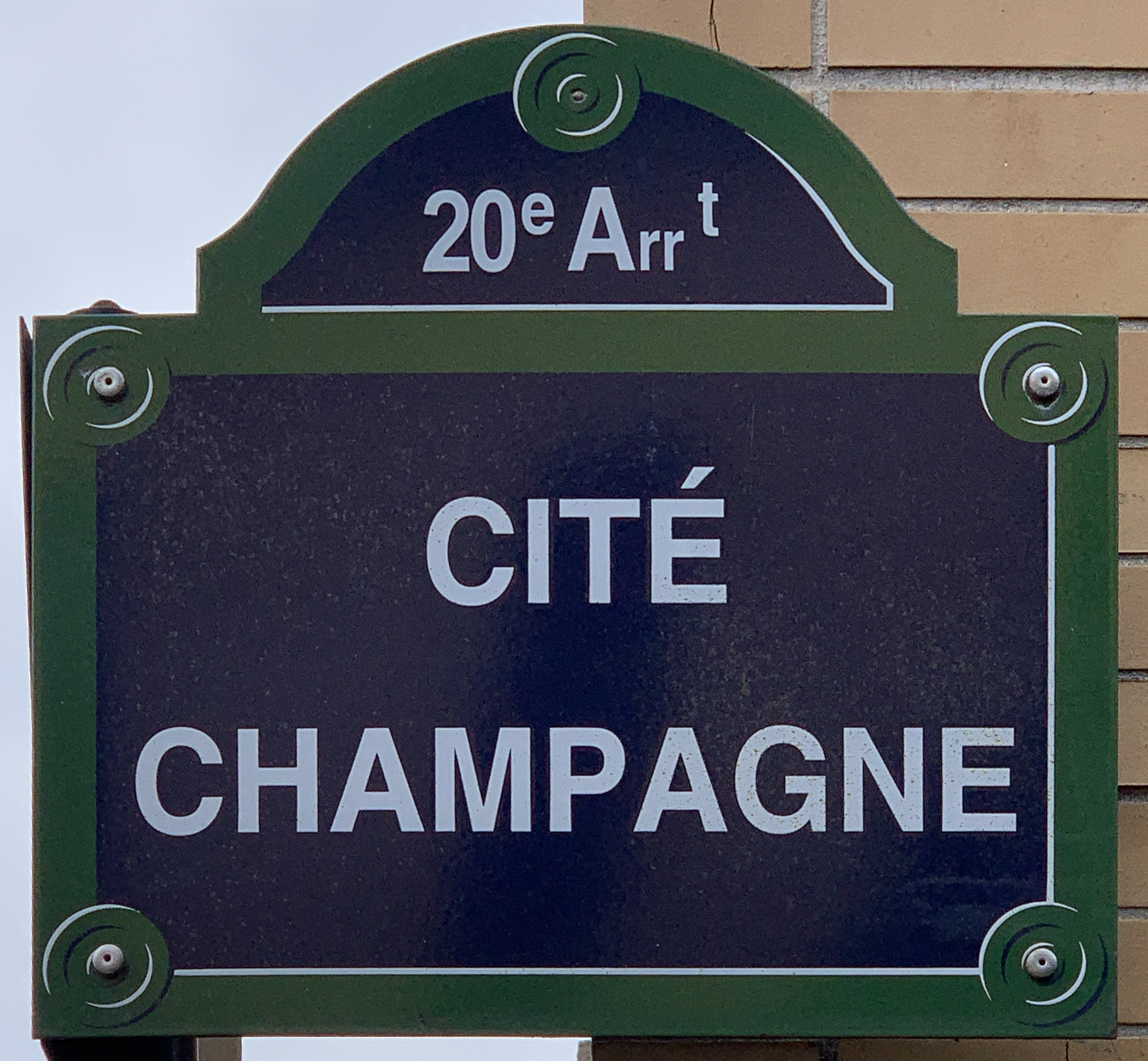
Plaque de la voie.

Elle porte le nom du principal locataire, M. Champagne.

## Historique
La partie comprise entre la rue des Pyrénées et le no 9 de la voie a été ouverte en 1881, par M. Adam sous sa dénomination actuelle.
La partie comprise entre la rue de la Réunion et le no 17 de la voie a été ouverte par la Ville de Paris en 1964 sous sa dénomination actuelle.
Le tronçon compris entre les nos 9 et 17 a été ouvert par un arrêté municipal du 12 décembre 1994 dans le cadre de l'aménagement de la ZAC Réunion sous sa dénomination actuelle.